# سيسيل سيرف
سيسيل سيرف (بالفرنسية: Cécile Cerf)‏ هي مقاومة فرنسية، ولدت في 12 يناير 1916 في فيلنيوس في ليتوانيا، وتوفيت في 29 ديسمبر 1973 في باريس في فرنسا.